# Liccana pyraloides
Liccana pyraloides är en fjärilsart som beskrevs av Sergius G. Kiriakoff 1962. Liccana pyraloides ingår i släktet Liccana och familjen tandspinnare. Inga underarter finns listade i Catalogue of Life.